# 2016년 하계 올림픽 개막식

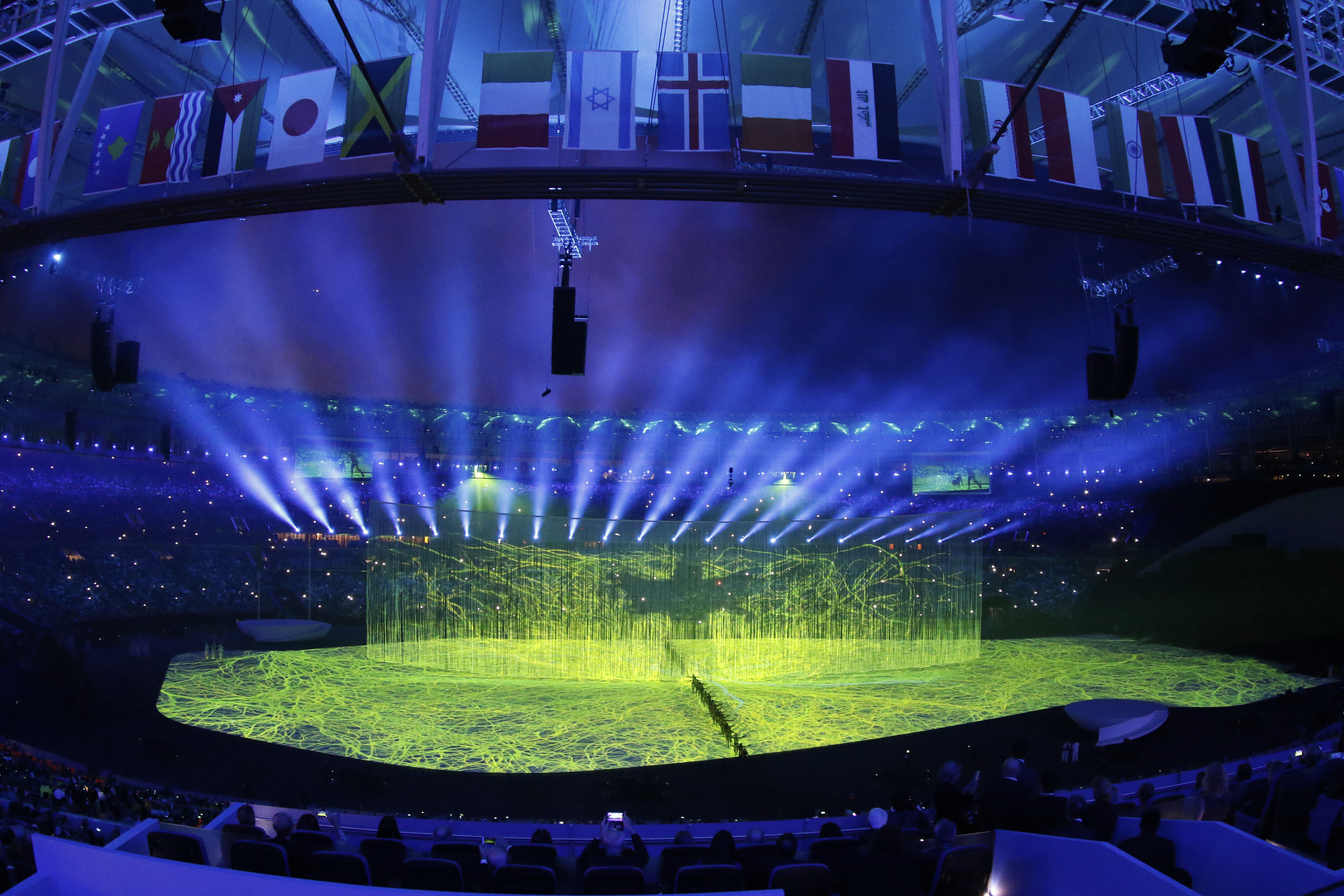
개막식

2016년 하계 올림픽의 개막식은 2016년 8월 5일 금요일 (현지) 리우데자네이루 마라카낭 스타디움에서 오후 8시 (현지 시간, 한국 시각 8월 6일 오전 8시)에 시작됐다. 올림픽의 개막식은 올림픽 헌장의 수칙에 의하여 국제 스포츠 행사의 일반적인 개회 식순 (환영사와 국기 게양, 선수단 입장)과 더불어 개최국의 문화를 보여주는 예술적인 연출을 혼합 구성하게 된다. 이날 개막식에는 78,000명의 관객이 참석했다.

## 준비
개막식의 연출 감독은 페르난두 메이렐리스, 다니엘라 토마스, 안드루샤 워징턴이 맡았다. 브라질의 유명 안무가 데보라 코우케르는 개막식의 안무를 담당할 자원봉사자 6,000명을 선발하고, 2016년 5월 말부터 리허설을 시작했다.
메이렐리스는 2016년 하계 올림픽의 개막식과 폐회식에 들어가는 예산이 총 합쳐서 2012년 하계 올림픽에 들어간 예산의 10% 수준에 불과하여 최근 몇 차례의 올림픽보다 상당히 적은 예산이 들어간다고 밝혔다. 메이렐리스는 "위생 시설도 부족하고 교육도 예산이 부족한 이 나라에서 런던이 쓴 만큼 낭비하기엔 부끄러울 것"이라면서, "미친 듯이 돈을 쓰지 않게 되어 매우 기쁘다. 이만큼 부족한 예산으로 작업하게 되어 행복하다. 왜냐하면 브라질로서는 알맞은 것이기 때문"이라고 그 이유를 설명했다. 메이렐리스는 적은 예산으로 인해 개막식에 움직이는 무대나 드론 같은 "하이테크" 방식은 삼갈 것이라고 밝혔다. 한편 공동 감독을 맡은 레오나르두 카에타누는 개막식의 컨셉트가 "호사로움"을 넘어선 "독창성", 그리고 "창의성과 리듬과 감정으로 보충할 것"이라고 이어 밝혔다.
2016년 7월 15일, 가수 아니타, 카에타누 벨로주, 지우베르투 지우가 개막식 동안 공연에 참여할 것으로 발표됐다. 지우와 벨로주는 개막식 연출 자문가로도 참여했었다. 다니엘라 토마스 감독은 이들 가수의 참여가 브라질 음악의 "최고"를 나타낼 것이라고 말했다.

## 장소
개막식이 열린 마라카낭 스타디움은 2014년 FIFA 월드컵과 2016년 올림픽을 위해 대규모 개조 공사가 착수됐다. 기존에 있던 2단 배치의 좌석층은 철거하고 1단 좌석층으로 새로 꾸몄다. 스타디움에 원래 있던 콘크리트 지붕도 철거하고 팽팽한 섬유 유리에 폴리테트라플루오로에틸렌을 덮어 대체했다. 이렇게 새로 올려진 지붕은 2층의 일부 좌석과 각 구역의 출입구 위만 가렸던 기존의 설계와는 달리, 스타디움 내에 있는 좌석의 95%까지 가려주게 되었다.

## 개막식
2015년 9월 페르난두 메이렐리스는 개막식이 브라질의 비전과 "내가 바라는 브라질의 미래"를 보여줄 것이라고 말했다. 메이렐리스는 클리셰 (뻔한 내용)를 넣지 않으려 애썼으나 전부 피하긴 어려웠다고 밝혔는데, 예를 들어서 리우 카니발이 개막식에 들어가게 되었다고 말했다.
개막식의 하이라이트 중 하나는 다니에우 조빙이 <이파네마에서 온 소녀>를 부르는 가운데 2015년 은퇴한 브라질 출신의 유명 모델 지젤 번천이 스타디움을 가로질러 워킹을 선보이는 것이었다.
한편 레아 T가 개막식 공연에 참여하여 올림픽 사상 처음으로 트랜스여성이 참가하게 되었다.

### 성화 점화
개막식의 마무리는 올림픽 성화 봉송이 장식했다. 마지막으로 구스타부 케르텡이 올림픽 성화봉을 들고 스타디움 안으로 들어오고, 올림픽 성화를 오르텐시아 마르카리에게, 마르카리는 다시 반데를레이 코르데이루 지 리마에게 전달했다. 반데를레이 코르데이루 지 리마는 최종 주자가 되어 성화를 성화대에 붙였다.

## 참석 귀빈
처음에는 최소 100명의 국가 수장이 개막식에 참석할 것으로 예상됐으나, 일부 국가에서는 진행중인 자국 정치 현안이나 다른 사정으로 인해 참석을 보류하게 되었다. 최종적으로는 총 28개국에서 자국 대표가 개막식에 참석할 것이라고 공식 확인했다.
- 마르크 뤼터 총리[16]
- 에딧 스히퍼르스 장관[16]
- 빌럼 국왕[16]
- 프레데리크 왕세자[17]
- 메리 왕세자빈[17]
- 요아힘 가우크 대통령
- 달리아 그리바우스카이테 대통령[18]
- 알베르 2세 대공[19]
- 존 케리 국무장관
- 필리프 국왕[20]
- 마우리시오 마크리 대통령[21]
- 프린세스 로열 앤 (여왕 대리)
- 반기문 유엔 사무총장[14]
- 마테오 렌치 총리[21]
- 기오르기 마르그벨라슈빌리 대통령[22]
- 류옌둥 상무부총리[23]
- 밀로시 제만 대통령[24]
- 타밈 빈 하마드 알사니 국왕
- 캐나다 데이비드 로이드 존스턴 총독[25]
- 하심 타치 대통령
- 후안 마누엘 산토스 대통령[21]
- 오라시오 카르테스 대통령[21]
- 마르셀루 헤벨루 드 소자 대통령
- 프랑수아 올랑드 대통령[14]
- 아데르 야노시 대통령[26]